# USS S-2 (SS-106)
USS S-2 (SS-106) – amerykański okręt podwodny z okresu międzywojennego zaprojektowany przez Simona Lake'a i wybudowany w należącej do niego stoczni Lake Torpedo Boat w ramach konkursu amerykańskiej marynarki wojennej na projekt okrętów typu S. Jednostka Lake'a w rywalizacji z projektami Johna Hollanda i stoczni Electric Boat oraz własnym projektem marynarki była konstrukcją najmniej udaną i mimo tego, że ostatecznie US Navy zakupiła okręty kilku serii typu S, prototyp Lake Torpedo Boat pozostał jednostką unikatową, a jego projekt nie stał się bazą produkcji seryjnej. Okręt był jednostka dwukadłubową, której testowa wytrzymałość kadłuba sztywnego obliczona była na zanurzenie na głębokość 60 metrów. Wprowadzony do służby w US Navy 25 maja 1920 roku, służył do 25 listopada 1929 roku.